# 33 Batalion WOP
33 Batalion Wojsk Ochrony Pogranicza – samodzielny pododdział Wojsk Ochrony Pogranicza.

## Formowanie i zmiany organizacyjne
Na podstawie rozkazu MBP nr 043/org z 3 czerwca 1950, na bazie 19 Brygady Ochrony Pogranicza, sformowano 3 Brygadę Wojsk Pogranicza, a z dniem 1 stycznia 1951 55 batalion Ochrony Pogranicza przemianowano na 33 batalion WOP.
W 1957 rozformowano 33 batalion WOP Czarny Dunajec.

## Struktura organizacyjna
W 1954 batalionowi podlegały:
- 193 strażnica WOP Kiry
- 194 strażnica WOP Witów
- 195 strażnica WOP Podczerwone
- 196 strażnica WOP Chyżne
- 197 strażnica WOP Lipnica Wielka
- 198 strażnica WOP Przywarówka

W 1956 batalionowi podlegały:
- 8 strażnica WOP Witów
- 9 strażnica WOP Podczerwone
  - PKRT Podczerwone
  - PKRT Chochołów
- 10 strażnica WOP Chyżne
  - PKRT Chyżne
- 11 strażnica WOP Lipnica Wielka
  - PKRT Winiarczykówka
- 12 strażnica WOP Przywarówka

## Dowódcy batalionu
- kpt. Bolesław Niećka (1952-1954)
- mjr Józef Kwiatkowski (1954-?)